# Johann Friedrich Benzenberg
Johann Friedrich Benzenberg (Elberfeld, 5 de maio de 1777 - 7 de junho de 1846) foi um astrônomo, geólogo e físico alemão.

## Biografia
Benzenberg nasceu perto de Elberfeld, Alemanha, em 5 de maio de 1777, filho de Heinrich Benzenberg e Johanna Elisabeth. Casou-se com Charlotte Platzhoff em 1807. Depois de estudar teologia em Herborn e Marburg, ele viajou para Göttingen, onde se interessou pela ciência por meio de palestras de Georg Christoph Lichtenberg e Abraham Gotthelf Kästner . Benzenberg obteve um PhD pela Universidade de Duisburg em 1800 e tornou-se professora de matemática no colégio feminino de Düsseldorf em 1805. Após a ocupação napoleônica da Alemanha, ele emigrou para a Suíça, onde se interessou por política. O interesse de Benzenberg pela política o levou a escrever extensivamente sobre questões como a constituição da Prússia. Em 1844, Benzenberg construiu um observatório privado, o Observatório Düsseldorf-Bilk, em Bilk, que mais tarde doou à cidade junto com uma bolsa para pagar um astrônomo residente.
Em 1798, ainda estudante na Universidade de Göttingen, Benzenberg e Heinrich Wilhelm Brandes estudaram a altitude atmosférica dos meteoros, coletando as primeiras evidências de que eles estavam dentro da atmosfera. Mais tarde, em 1802 e 1804, Benzenberg ajudou a provar a rotação da Terra conduzindo experimentos originalmente sugeridos por Isaac Newton; jogando bolas de uma altura.